# Miazga (powieść)
Miazga – powieść Jerzego Andrzejewskiego, napisana w latach 1965–1970, opublikowana po raz pierwszy w 1979 w tzw. drugim obiegu, oficjalnie, z ingerencjami cenzury w 1981. Pełna edycja ukazała się dopiero w 1992, zaś w 2002 Zakład Narodowy im. Ossolińskich wydał krytyczną edycję w serii Biblioteka Narodowa, w opracowaniu i ze wstępem Anny Synoradzkiej-Demadre. Ze względu na długi czas oczekiwania na wydanie, a także rozgłos jej towarzyszący, określana jako „książka-widmo”, „książka-legenda”, a także „powieść-symbol”, „powieść-klucz” i „«Wesele» PRL-u”

## Historia
Od maja 1960 Andrzejewski, zainspirowany Doktorem Faustusem Tomasza Manna, planował częściowo autobiograficzną powieść, portret fikcyjnego współczesnego pisarza polskiego. Zamierzał wykorzystać w tym celu swoje notatki z lat 1947–1948, kiedy to do planowanej wielkiej panoramy współczesnego społeczeństwa polskiego naszkicował liczne biogramy bohaterów oraz ich tablice genealogiczne. Nadał powieści tytuł roboczy Portret. Po 1962 pisarz zmienił plany i zdecydował się na napisanie powieści wykorzystującej motyw wesela. Inspiracją była współpraca z Andrzejem Wajdą przy tworzeniu scenariusza do ekranizacji dramatu Wyspiańskiego. Tam po raz pierwszy pojawił się pomysł opowiedzenia współczesnej historii wesela dwójki młodych ludzi wywodzących się z ówczesnego establishmentu. Ostatecznie Wajda zrealizował inną koncepcję, ale Andrzejewski wykorzystał swój pomysł do stworzenia powieści. Z pierwszej koncepcji wziął historię głównego bohatera, literata, który jest tu świadkiem pana młodego.
Pierwsze fragmenty Andrzejewski opublikował na łamach „Twórczości” w 1966, wzbudzając duży odzew wśród czytelników. Kolejne lata nie przyniosły jednak wydania książkowego. Autor tłumaczył to kradzieżą rękopisu w Niemczech podczas podróży do Francji oraz szybką dezaktualizacją treści, zwłaszcza wydarzeniami marcowymi. Nałożyła się na to choroba alkoholowa pisarza i przebyta kuracja odwykowa. Wydał natomiast w tym czasie powieść Apelacja, którą opublikował w paryskiej „Kulturze”, jako pierwszy krajowy autor pod własnym nazwiskiem i która spowodowała objęcie go zakazem druku w PRL.
Do wznowienia prac przyczynił się list do pisarza, napisany w 1968 przez studenta polonistyki, dziś znanego pisarza i krytyka, Antoniego Liberę, który zaowocował spotkaniem w kawiarni hotelu Bristol (gdzie toczy się akcja części powieści). Młody miłośnik literatury nie przyjął do wiadomości tłumaczenia pisarza o zarzuceniu pracy nad książką. Jakiś czas po spotkaniu, w ramach pracy rocznej na studiach, napisał szkic, w którym zastanawiał się nad problemem niedokończonego utworu, a który wysłał Andrzejewskiemu. Autor z entuzjazmem przyjął to wsparcie i podjął pracę nad powieścią. W swoisty dowód wdzięczności umieścił postać wzorowaną na Liberze w powieści i przeniósł akcję na 19 kwietnia 1969, dzień 20. urodzin Libery. Powieść w zmienionej formie została ukończona w sierpniu 1970 roku.
Książka ukazała się jednak dopiero po 9 latach. Autor początkowo chciał, by powieść ukazała się w Paryżu, w Bibliotece Kultury, ale namówiono go na wydanie w kraju. Tu z kolei, po miażdżącej ocenie Wydziału Kultury PZPR stanowczo wykluczono publikację, ale by uniknąć rozgłosu zdecydowano o przeciąganiu sprawy. Państwowy Instytut Wydawniczy zażądał ocenzurowania treści, na co pisarz się zgodził. Po dwóch latach było jasne, że powieść nie ukaże się w Polsce, wydanie paryskie z kolei przekreśliło żądanie autora, by „Kultura” opublikowała wersję ocenzurowaną. Ostatecznie powieść wydała dopiero w 1979 warszawska Niezależna Oficyna Wydawnicza w wersji nieokrojonej, zaś 2 lata później, na fali przemian posierpniowych, ukazała się wersja oficjalna, jednak ze skrótami.

## Fabuła i konstrukcja powieści
Główny wątek powieści to ślub pary warszawskich aktorów, Moniki Panek i Konrada Kellera. Niemniej głównym bohaterem jest świadek pana młodego, pisarz Adam Nagórski, swoiste alter ego autora. Mimo że do ślubu nie dochodzi, w podwarszawskim pałacu w Jabłonnie odbywa się bankiet weselny, gdzie spotykają się dwa światy: artyści i ludzie aparatu władzy, goście ojca panny młodej, byłego ambasadora i ministra. Jest to także zderzenie dwóch pokoleń Polaków. Powieść jest częściowo „powieścią z kluczem”, a pod nazwiskami niektórych bohaterów można znaleźć znane postacie ówczesnej Polski, m.in.: Andrzeja Wajdę, Zbigniewa Cybulskiego, Kazimierza Dejmka, Gustawa Holoubka, Zenona Kliszkę oraz Krzysztofa Kamila Baczyńskiego. Powieść w zamyśle autora miała prezentować panoramę polskiego społeczeństwa lat 60. XX wieku, głównie postawy inteligencji. Pomyślana w formie wybitnie nowatorskiej, nazywana później czasem „pierwszą polską powieścią postmodernistyczną”, miała otwartą kompozycję, łączyła wątki fabularne z dziennikiem pisarza.
Powieść składa się z 3 części, zatytułowanych: „Przygotowanie, ”„Prolog ” i „Non consummatum” oraz części dodatkowej, „Intermedium, czyli Życiorysy Polaków”. W treść wplecione są próbki twórczości powieściowego Adama Nagórskiego: opowiadania W Dzień Zwycięstwa wieczorem, Modlitwy, Narodziny, Dużo piasku i mało oraz trzy wiersze. Całość obudowana jest fragmentami Dziennika Andrzejewskiego z okresu obejmującego 7 marca – 19 września 1970.

## Recepcja
Pierwsze fragmenty powieści opublikował w październiku 1966 miesięcznik „Twórczość”. Był to niewielki fragment części I („Przygotowanie”) i większe ustępy części II („Prolog”), poprzedzone notką autora. Wg wspomnień współczesnych ten numer pisma został natychmiast rozchwytany, osiągając kilkukrotnie wyższą cenę na rynku wtórnym. Po ukończeniu drugiej wersji w 1970 pisarz złożył jeden egzemplarz w wydawnictwie PIW, drugi wysłał do paryskiej „Kultury”, zaś kilka innych dał do przeczytania zaprzyjaźnionym twórcom. Powieść została odebrana wówczas jako „kamień milowy na drodze do uczciwej literatury” (Tomasz Burek), „arcydzielna powieść” (Andrzej Kijowski), „olśnienie (...), uderzenie pioruna” (Krzysztof Mętrak).
Po latach oczekiwania i wydaniu w 1979 w drugim obiegu zarówno autor, jak i czytelnicy mieli świadomość, że utwór stracił na aktualności. Dodatkowo książka miała bardzo małą wartość estetyczną: odbita na powielaczu, bardzo małą, nieczytelną, rozlewającą się czcionką. Pierwsze w miarę pełne wydanie ukazało się w 1981 w Londynie, przygotowane przez Polonia Book Fund. Książkę opatrzono komentarzem „full uncensored text in Polish” („pełny nieocenzurowany tekst po polsku”), choć autor usunął niektóre fragmenty. Z kolei w kraju tzw. festiwal Solidarności (wrzesień 1980 – grudzień 1981) przyniósł pewną wolność w kulturze, ukazywały się utwory do tej pory leżące na półkach. Na tej fali zdecydowano się wydać także i Miazgę. Książka nie zdążyła się ukazać przed wybuchem stanu wojennego, mimo to władze zdecydowały się ją wydać w 1982, demonstrując jakoby liberalne poglądy nowej ekipy. Mimo kolejnych cięć w tekście książka rozeszła się w kilka godzin. Krytycy doceniali fakt ukazania się na poły już mitycznej powieści, ale przyznawali, że „rozminęła się ze swoim czasem”. Niemniej wskazywano wartości uniwersalne dzieła, zwłaszcza oryginalną konstrukcję. Pełna edycja powieści miała miejsce dopiero kolejnych dziesięć lat później, kiedy to w 1992 londyńska oficyna PULS wydała pełny tekst w opracowaniu Antoniego Libery. Pojawiła się wtedy kolejna fala recenzji, doceniających nowatorstwo formalne, ale i przełomowe znaczenie dla historii polskiej prozy współczesnej.

## Wydania
- 1979, Warszawa NOWA, edycja pełna, poza obiegiem cenzury,
- 1981, Warszawa PIW, edycja okrojona,
- 1981, Londyn Polonia, edycja ze skrótami,
- 1992, Londyn Puls, edycja pełna,
- 2002, Wrocław Ossolineum (seria Biblioteka Narodowa I, nr 305).